# Madame Olinka
Madame Olinka (* im 19. Jahrhundert; † im 20. Jahrhundert) war eine Filmvorführerin des 19. Jahrhunderts.

## Leben
Wer sich hinter dem Künstlernamen „Madame Olinka“ verbarg, scheint nicht bekannt zu sein. Möglicherweise stammte die Frau aus Ostpreußen oder dem westlichen Polen. Jedenfalls arbeitete sie mit einem Agenten in Breslau zusammen, über den sie ihre Auftritte in Varieté-Theatern und an ähnlichen Spielstätten organisierte. Belegt sind Auftritte ab dem Frühsommer 1896 bis ins Jahr 1900, in dem ihre Spur plötzlich abreißt.
Madame Olinka benutzte einen Projektionsapparat von Hermann O. Foersterling (Berlin), später bezeichnete sie ihr Gerät als „Edisongraph“. Es ist jedoch möglich, dass es sich dabei um den ursprünglich genutzten Apparat handelte.
Madame Olinka stand zumindest in der Frühzeit ihrer Karriere während der Vorführungen auf der Bühne und kommentierte das Geschehen in den Filmen mit lauter Stimme. Sie trat mit ihrem Gatten auf, einem Jagdgehilfen, der sich Mr. Hubertus nannte und die Filme stimmlich untermalte. Ein früher Bericht in der Zeitschrift Der Artist schildert diese Präsentationen: „Der Kinematograph, welchen Madame Olinka vorführt, ist ein vorzüglicher Apparat, welcher uns auf der weißen Bildfläche tanzende Kinder, marschierende Soldaten, ankommende Eisenbahnzüge (...) und viele andere Vorgänge so anschaulich in ihren Bewegungen vorführt, dass sie uns greifbar körperlich erscheinen, um so mehr als Mr. Hubertus, der Gatte von Madame Olinka, der hervorragende Imitateur von Thierstimmen, die einzelnen Bilder unsichtbar durch Geräusche und Töne zu beleben weiss.“

## Auftritte
Zahlreiche Auftritte Madame Olinkas sind belegt, so am 27. September 1896 im Centralhallen-Theater in Hamburg, am 4. Oktober 1896 im Wilhelm-Theater in Görlitz, am 25. Oktober 1896 im Flora-Varieté-Theater in Amsterdam, Mitte November desselben Jahres in Den Haag und Rotterdam. Im Februar 1897 waren ihre Filmvorführungen im Mellini-Theater in Hannover zu sehen. Im Frühjahr 1898 war sie in Posen, im Mai 1900 in Halle.